# Bace
Bace es un pueblo del municipio de Prokuplje, Serbia . Según el censo de 2002, el pueblo tiene una población de 284 personas.